# Малілі
Малі́лі (англ. Malili) — традиційна громада у складі дистрикту Лілонгве Центрального регіону Малаві.
Населення — 115931 особа (2018).